# Zębiełek borneański
Zębiełek borneański (Crocidura foetida) – gatunek owadożernego ssaka z rodziny ryjówkowatych (Soricidae). Występuje endemicznie na Borneo, w części indonezyjskiej (Kalimantan) i malezyjskiej (Sarawak i Sabah). Niewiele wiadomo o ekologii tego ssaka. Zamieszkuje lasy wtórne i pierwotne, oraz pola uprawne. Kariotyp (2n = 38, FN = 56-58) opisali Ruedi i Vogel w 1995 roku. W Czerwonej księdze gatunków zagrożonych Międzynarodowej Unii Ochrony Przyrody i Jej Zasobów został zaliczony do kategorii LC (najmniejszej troski). Wielkość populacji nie jest znana, mimo tego wydaje się stabilna.

## Podgatunki
Wyróżniono trzy podgatunki C. foetida, które różnią się wielkością ciała:
- C. foetida doriae
- C. foetida foetida
- C. foetida kelabit